# Arthur Maia (futebolista)
Arthur Brasiliano Maia, mais conhecido como Arthur Maia (Maceió, 13 de outubro de 1992 — La Unión, 28 de novembro de 2016) foi um futebolista brasileiro que atuou como meia. Sua última atuação foi pelo Chapecoense, emprestado pelo Vitória.

## Carreira

### Início no Vitória
Arthur Maia foi mais um fruto das categorias de base do Vitória. Foi descoberto através de um núcleo do rubro-negro baiano em Maceió, sua cidade natal. Aprovado nos testes, teve de se deslocar da capital alagoana para Salvador com apenas dez anos de idade, passando a morar nas dependências do clube. Acostumado a ser o camisa dez em todas as equipes de base e sempre tratado como "joia" pela diretoria do clube, devido a sua boa técnica, mobilidade, passe e visão de jogo, foi promovido ao elenco principal do rubro-negro baiano no início de 2010, mas já treinava entre os profissionais desde meados de 2009, ainda antes de completar 17 anos.
Devido a pouca idade, a comissão técnica do clube optou por lhe dar chances de atuar como titular aos poucos. No final de 2012, foi novamente destaque ao ser eleito o melhor jogador da Copa do Brasil Sub-20, conquistada pelo Vitória, que derrotou o Atlético Mineiro na final.

### Joinville
Em fevereiro de 2013, Arthur foi emprestado até o fim da temporada ao Joinville. Logo em sua estreia marcou seu primeiro gol pelo clube catarinense. Arthur Maia acabou se consagrando como o herói do jogo após sair do banco e marcar o gol da vitória por 4 a 3 diante do Criciúma.
Sem muito espaço e chances pelo Joinville, Arthur Maia acabou sendo devolvido para o Vitória.

### Retorno ao Vitória
Durante alguns treinos, o meia chamou a atenção de Ney Franco, treinador do time baiano na época, e acabou sendo relacionado para a partida contra o Grêmio. Arthur entrou no lugar do volante Elizeu na partida em que terminou em 0 a 0. Porém, ao passo que se destacava cada vez mais em competições de base e chamava a atenção de outros clubes, tanto do Brasil quando do exterior, Maia ainda via suas chances serem reduzidas nas partidas do time profissional.
| “ | Recebi boas propostas e sondagens de vários clubes e o Vitória nunca me liberava. Diziam que eu teria oportunidade aqui, mas entrar no finalzinho não vejo como oportunidade [...] Já existe um desgaste com à torcida. Falam que eu sou eterna promessa, mas infelizmente não tive chances. | ” |

### América-RN
Em 2014 foi emprestado ao América de Natal até o fim do ano. No América, conseguiu ter uma boa sequência de jogos, fazendo boas partidas e se destancando, porém não evitando o rebaixamento da equipe para a Série C. Chamou a atenção de muitos ao fazer um gol similar ao chamado Gol do Século, feito pelo ex-jogador Maradona na Copa do Mundo FIFA de 1986, o que lhe rendeu o apelido de Maiadona.

### Flamengo
Em 2015, Arthur Maia foi emprestado ao Flamengo até o fim da temporada, com o propósito de, aos 22 anos de idade, mostrar seu talento e ajudar o time Rubro-Negro. Em sua apresentação, o jogador afirmou que ele e toda a sua família eram flamenguistas, sendo isso, inclusive, que o fez ter o nome de Arthur, em homenagem ao maior ídolo do clube, Zico. Marcou seu primeiro gol pelo Flamengo no seu quinto jogo, que aconteceu em 4 de fevereiro, na goleada por 4 a 0 diante do Barra Mansa, em partida válida pela segunda rodada do Campeonato Carioca, sendo o seu o segundo gol do Flamengo no jogo.
Arthur Maia não seguiu no elenco do Flamengo para o restante da temporada de 2015. De acordo com versão oficial do Rubro-Negro carioca, o jogador solicitou o retorno ao Vitória, que o emprestou no início do ano ao Fla. No entanto, o empresário Antonio Gustavo, que agenciava a carreira do atleta, revelou que o seu destino seria o Kawasaki Frontale, time do Japão.
Arthur fez apenas 22 jogos, a maioria como reserva, marcando dois gols. Seu último jogo pelo Flamengo foi no dia 18 de julho de 2015, quando substituiu Marcelo Cirino na vitória por 1 a 0 sobre o Grêmio.

### Kawasaki Frontale
O jogador de 22 anos acertou com o Kawasaki Frontale, da primeira divisão japonesa, até o fim do campeonato local. 

### Chapecoense
Após perder espaço no Vitória, Arthur Maia foi emprestado até o final do ano de 2016.

## Morte
Ver Artigo Principal: Voo 2933 da Lamia
Arthur Maia foi uma das vítimas fatais da queda do Voo 2933 da Lamia, no dia 28 de novembro de 2016. A aeronave transportava a equipe do Chapecoense para Medellin, onde seria disputada a primeira partida da final da Copa Sul-Americana de 2016. Além da equipe da Chapecoense, a aeronave também levava 21 jornalistas brasileiros que cobririam a partida contra o Atlético Nacional (COL).

## Títulos
Vitória
- Campeonato Baiano: 2010, 2016
- Copa do Brasil Sub-20: 2012

América de Natal
- Campeonato Potiguar: 2014

Flamengo
- Torneio Super Series: 2015
- Torneio Super Clássicos: 2015

Chapecoense
- Copa Sul-Americana: 2016[20]

### Prêmios individuais
- Melhor jogador da Copa do Brasil Sub-20: 2012